# Szerdahelyszék
Szerdahelyszék avagy Szeredahelyszék (németül: Reussmarkter Stuhl, románul: Scaunul Miercurea) különleges közigazgatási egység volt a Magyar Királyságban, Erdélyben: az erdélyi szász székek egyike, mely 1339-től 1876. június 19-ig állt fenn 217,4 km² területen.

## Nevének eredete

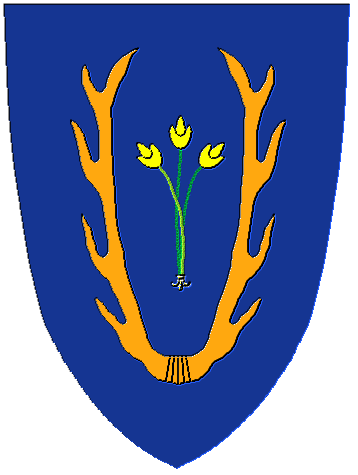
Szerdahelyszék címere

Szerdahelyszék neve vásárnapjára utal.

## Fekvése
Szebentől északnyugatra, Szerdahely szűkebb környékén feküdt. Szomszédai voltak:  keleten  és  északon  Fehér/Alsó-Fehér vármegye, nyugaton Szászsebesszék, délen Szebenszék és Fehér/Felső-Fehér vármegye egyik szigete.

## Története
Szerdahelyszéket II. Géza király (1141-62)Szeben környéki szász telepítéséből eredeztetik. 1224-ben II. András a szászok számára adott kiváltságlevele (Andreanum) után az Orbó vidék székely lakossága elhagyta, utóbb Orbai-, Sepsi- és Kézdi-székeket. 
Nevét 1339. július 14-én említették először, mikor követük rész vett a hét szász szék gyűlésén.
1486-ban Mátyás király az Andreanum kiváltságait valamennyi szászra kiterjesztette. Az ezzel létrehozott Universitas Saxonum szász egyetem az erdélyi szászok közjogi-politikai egysége, melynek Szerdahelyszék is tagja volt. 1530 körül a szék áttért a protestáns vallás lutheri ágára, melyet 1586-ra minden erdélyi szász település követett. 
1705 őszén Szerdahelyszék külvárosát feldúlta Pekri Lőrinc, mivel a szék megtagadta a kuruc konföderációhoz való csatlakozást. II. József (1780-1790) kiváltságaival együtt eltörölte Szerdahelyszék önkormányzatát és Szeben megyébe kebelezte be. 1790 után azonban visszakapta. 
1849. február 4-én Bem tábornok (1794-1850) a vízaknai csata elvesztése után a sebesülteket és betegeket Szászsebesre küldte, Szerdahelyen a szászoktól pénzért sem kaptak élelmet. II. 5: a honvédek megszállta várost Puchner tábornok ágyúztatta. A szerdahelyi ütközet után (augusztus 1.) Stein ezredes honvédserege visszavonult; 200 halottat, 1185 foglyot és 2 ágyút veszítve, ami Gyulafehérvár ostromzárának megszűntét jelentette. 
1849-1860 között a gyulafehérvári katonai kerület része volt. 1850. augusztus 22-én a szász universitas alapítványt tett iskolai célokra, melyből 1-1 ifjú kapott 150 Ft-os ösztöndíjat, az alapból Szerdahelyszék 600 Ft-tal, a felsőbb népiskolákra 750 Ft-tal részesült.  
1869. március 7-8-án az erdélyi oláhok (románok) Szerdahelyen alakították meg az egyesülést ellenző Erdélyi Román Nemzeti Pártot, mely a politikai tétlenséget határozta el. 
Az 1876. évi 33. törvénycikk járásként, Szerdahely székhellyel, Szeben vármegyébe osztotta be.
1870-ben 19.345 lakosa volt, melyből 14.982 (77,4%) ortodox, 3.674 (19%) evangélikus, 473 (2,4%) görög katolikus, 193 (1%) római katolikus és 23 református vallású volt. 80% román, 19% német és 1% magyar nemzetiségű.

## Települései
(Zárójelben a német név szerepel.)
- Doborka (Dobring)
- Kerpenyes (Kesselbach)
- Kisapold (Klein-Pold)
- Nagyapold (Gros-Pold)
- Nagyludas (Logdes)
- Omlás (Hamlesch)
- Pojána (Pojána)
- Récse (Rätsch)
- Ród (Rod)
- Szászorbó (Urwegen)
- Szerdahely (Reussmarkt) mezőváros
- Toporcsa (Tschappertsch)
- Zsinna (Schina)

## Céhei
Szerdahelyszék céhei a szász városokkal és székekkel közösen alakultak meg: 
- 1493 (másik 1528, 1540, 1638, 1698): kovács
- 1535 (másik 1556, 1563, 1585, 1615): takács
- 1536: esztergályos
- 1569: fazekas
- 1539: szabó
- 1540: kesztyűkészítő
- 1541: szűcs (a szász városokkal közös)
- 1540: lakatos
- 1561: ötvös
- 1562: seborvos
- 1568: varga
- 1568: kannagyártó
- 1569 (másik 1676): bognár
- 1570: mészáros
- 1588: kádár
- 1588: üstműves
- 1589: tímár
- 1595: molnár
- 1618: gombkötő
- 1747: késgyártó

A szász városokkal közösen:
- 1541: szűcs
- 1569: fazekas